# Mitrantia bilocularis
Mitrantia bilocularis är en myrtenväxtart som beskrevs av Peter G.Wilson och Bernard Patrick Matthew Hyland. Mitrantia bilocularis ingår i släktet Mitrantia och familjen myrtenväxter. Inga underarter finns listade i Catalogue of Life.